# 궈리바이
궈리바이(郭礼伯, 1905년 4월 27일~1978년 2월 14일)는 중화민국(타이완)의 군인 겸 정치인이자 외교관이었다. 자(字)는 쥔밍(君鳴, 군명)이고, 훗날 타이완에서 어언 10년간 동안 중화민국의 총통(1978~1988)을 지낸 장징궈(蔣經國)의 사부(師父)이자 절친(切親)이기도 하였었다.

## 생애

### 출생
청나라 장시 성 난캉에서 무녀독남(외동아들)으로 출생하여 1908년 8월 26일, 3세 시절에 아버지를 여읜 후 홀어머니 슬하에서 자랐다.

### 일생
그는 국민정부 대륙 본토 중화민국 시대에, 난캉 청난 국립 소학교·난캉 사립 샤오난 중학교·황푸 군관학교(제1기)·중화민국 국방대학교를 나온 후 1946년 7월 18일, 중화민국 육군 소장 계급으로 전역(예편)하였으며 1947년 1월 8일부터 이듬해 1948년 2월 19일까지 중화민국 장시 성 민정국장 등을 지냈고 1949년 8월 15일 국부천대 사태로 인하여 타이베이(타이완)로 이주 후 1960년 타이완 타오위안 민정국장 등을 지냈다.

### 인간 관계
그는 장징궈(蔣經國, 1906년 3월 18일 출생 ~ 1988년 1월 13일(81세) 사망, 생전에 예비역 중화민국 육군 대장 전역 후 중화민국 국방부 장관·타이완 행정원장·중화민국 총통 역임)의 사부(師父)였으며, 왕지춘(王繼春, 1908년 2월 29일 출생 ~ 1943년 3월 7일(35세) 사망, 생전에 국민정부 중화민국 대륙 본토 장시 성 간저우 상유 현주 역임)의 사형(師兄)이자 절친(절친한 친구)이기도 하였다.

## 트리비아

### 국제정치외교학 관련
때때로 대한민국의 자유중화민국(타이완) 관련 국제정치외교학자들은, 한국어 독음으로써, 궈리바이 그를 곽예파·곽례파·곽예백·곽례백 등으로 지칭하여 불렀었다.